# Gamepolis - Festival de Videojuegos de Málaga
Gamepolis, Festival de Videojuegos, es un evento de carácter anual dedicado a la cultura e industria del videojuego que se desarrolla cada verano en el Palacio de Ferias y Congresos de Málaga. En 2018 celebró su sexta edición del 20 al 22 de julio, y en 2019 celebrará la VII edición se efectuará en aproximadamente las mismas fechas, siempre tomando un fin de semana como referencia, posiblemente el viernes 19 de julio. Se trata del festival de videojuegos más grande de Andalucía y uno de los más importantes de España, superando en 2017 los 40.000 visitantes.

## Historia
El 12 de julio de 2013 nació Gamepolis, I Festival de Videojuegos de Málaga. Desde su primera edición, el objetivo principal del evento ha sido combinar formación, entretenimiento y negocios. Gamepolis reunió en su primera edición a 15.000 personas, destacando la presencia del youtuber El Rubius y la exposición original ‘Museo Dinamic’ de FX interactive, valorada en 120.000 euros.
Así, desde 2013, empresas especializadas, fabricantes, desarrolladores, profesionales, estudiantes, fanes y jugadores se reúnen cada julio para cerrar negocios, debatir sobre videojuegos o simplemente jugar. Intel HP, Microsoft, Nintendo, NVIDIA, PlayStation, MSI, Ozone, Versus y Ubisoft son sólo algunas de las numerosas empresas que han elegido Gamepolis para presentar sus últimas novedades.
En su cuarta edición, en 2016, se registraron más de 32.000 visitantes y 4,5 millones de euros de impacto económico y la presencia de THQ Nordic, que anunció en exclusiva la remasterización de Darksiders. Su quinta edición se celebró del 21 al 23 de julio en el Palacio de Ferias y Congresos de Málaga, acogiendo a más de 40.000 visitantes.

## Formato del Evento
Gamepolis se desarrolla durante tres días, programando más de 30 horas de actividades de viernes a domingo. El horario de este evento es de 10.00 a 22.00 horas cada día. Por su parte, las edades de los asistentes oscilan desde la escuela primaria a adultos, siendo 21 años la edad media de los visitantes. 
El evento consta de seis componentes principales: las competiciones de deportes electrónicos, la zona de conferencias, el espacio de exposición y venta, escenario de conciertos, Zona Indie y espacio retro.
| Componente                        | Definición |
| --------------------------------- | --- |
| Deportes electrónicos             | La Zona de eSports de Gamepolis incluye diferentes arenas y escenarios dedicados a torneos con premios en metálico y todo tipo de juegos en categorías individual y por equipos. Cada año la zona de torneos crece con la inclusión de nuevas arenas dedicadas a los títulos más demandados por la comunidad. En la edición de 2017 se repartirán más de 20.000 euros en metálico en torneos de eSports. |
| Zona de Conferencias              | Gamepolis ofrece un programa de ponencias y actividades impartidas por profesionales del sector para aportar una visión completa sobre el mundo de los videojuegos. El objetivo de esta sección es inspirar, dinamizar y tomar el pulso al panorama actual de los videojuegos. Las actividades de esta sección recogen desde presentaciones de productos, paneles y mesas redondas, hasta la grabación de podcasts o programas de radio en directo. |
| Exposición y venta                | El área expositiva de Gamepolis es un espacio en el que los visitantes pueden conocer las últimas novedades del sector en software y hardware de la mano de las propias empresas fabricantes, desarrolladoras y distribuidoras. Las marcas que han participado en la Zona Expo de Gamepolis son Microsoft, Nintendo, NVIDIA, PlayStation, Micro-Star International e Intel Corporation. |
| Escenario y conciertos en directo | Durante los tres días del festival hay programados conciertos musicales, encuentros, torneos y concursos de cosplay en el escenario principal. Gamepolis ha acogido en esta zona conciertos de youtubers reconocidos como Kronno Zomber, Piter-G, Cyclo y Zarcort, además de batallas de gallos de Red Bull. |
| Zona Indie                        | La Zona Indie de Gamepolis reúne cada año en un mismo espacio a decenas de videojuegos independientes, producto de estudios reconocidos dentro del panorama nacional. Los proyectos expuestos en esta sección participan en distintos premios en metálico otorgados por un jurado y público mediante votación. Los premios se entregan en una gala que se celebra en el auditorio de Gamepolis durante el último día del festival. Los visitantes tienen la oportunidad de jugar a estos nuevos títulos y valorarlos para decidir quién merece ser el vencedor. |
| Espacio Retro                     | La zona retro rinde tributo a las plataformas y juegos clásicos que son historia de los videojuegos. Gamepolis reúne una de las colecciones más completas y variadas de España: más de 200 consolas desde los años 70 a la actualidad, muchas de ellas en formato jugable. Este espacio dispone de exposiciones temáticas, tiendas de productos retro y un programa de actividades propio. |